# か
か en hiragana ou カ en katakana sont deux kanas, caractères japonais qui représentent la même more. Ils sont prononcés /ka/ et occupent la 6e place de leur syllabaire respectif, entre お et き.

## Origine
L'hiragana か et le katakana カ proviennent, via les man'yōgana, du kanji 加.

## Diacritiques
か et カ peuvent être diacrités pour former が et ガ et représenter le son /ga/.

## Romanisation
Selon les systèmes de romanisation Hepburn, Kunrei et Nihon, か et カ se romanisent en « ka » et が et ガ en « ga ».

## Tracé
L'hiragana か s'écrit en trois traits.

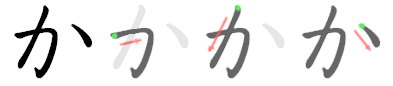
Ordre des traits pour か

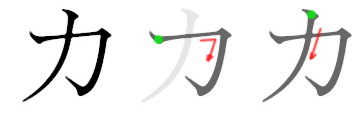
Ordre des traits pour カ

1. Trait horizontal, de gauche à droite, puis vertical et légèrement courbé vers la gauche, terminé par un crochet diagonal de bas en haut et de droite à gauche.
2. Trait diagonal de haut en bas et de droite à gauche, coupant le premier trait.
3. Trait diagonal à la droite des deux premiers, légèrement incurvé.

Le katakana カ s'écrit en deux traits.
1. Trait horizontal, de gauche à droite, puis diagonal de haut en bas et de droite à gauche, terminé par un crochet diagonal de bas en haut et de droite à gauche.
2. Trait diagonal de haut en bas et de droite à gauche, coupant le premier trait.

## Représentation informatique
- Unicode[1],[2] :
  - か : U+304B
  - カ : U+30AB
  - が : U+304C
  - ガ : U+30AC